# Casais (Lousada)
Casais is een plaats (freguesia) in de Portugese gemeente Lousada en telt 1405 inwoners (2001).